# Lönsboda
Lönsboda ist ein Ort (tätort) in der Provinz Skåne län und der historischen Provinz Schonen. Der Ort befindet sich in der Gemeinde Osby.

## Geschichte
Im Jahr 1678, als Schonen im Zuge des Schonischen Krieges an Schweden ging, ließ König Karl XI. am 19. April 1678 auf der Jagd nach „Schnapphähne“ genannten Freischärlern alles im damaligen Kirchspiel (socken) Örkened zerstören und befahl die Tötung sämtlicher männlicher Bewohner, um keinen dieser Kämpfer entkommen zu lassen.